# Milan Vesel

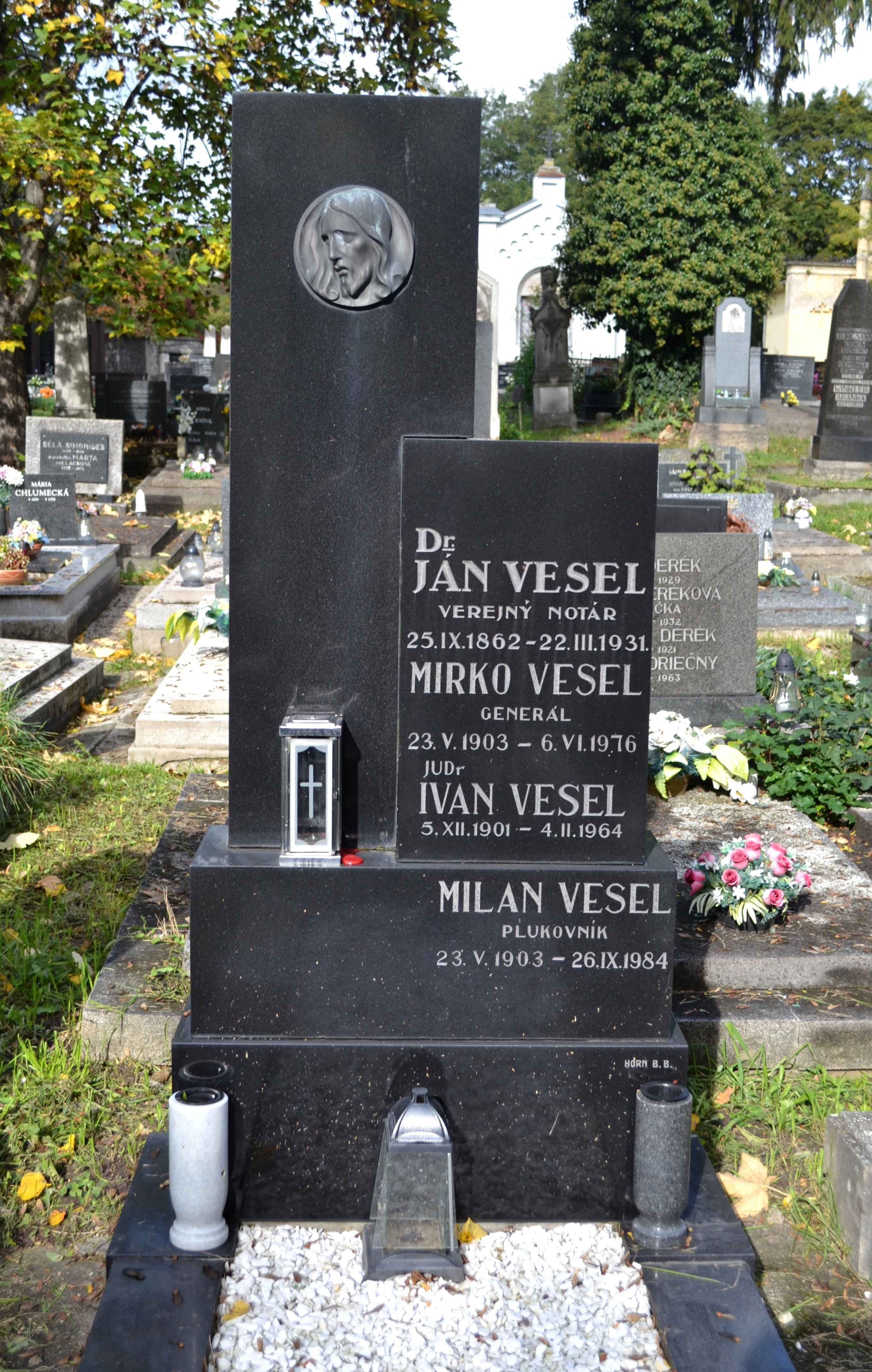
Hrob Veselovců v Banské Bystrici

Milan Vesel (23. května 1903 Zvolen – 5. března 1984 Zvolen) byl slovenský vojenský velitel, generál in memoriam, protifašistický bojovník a účastník SNP.

## Rodina
- Otec Ján Vesel (1862–1931)
- Matka Kornélia Veselova, roz. Barányová (1866–1945)
- Sourozenci Elena Nábělková, Ivan Vesel, Mirko Vesel (dvojče), Zora Paulendová, Miloš Vesel, Mária Vašková, Oľga Otevřelová, Želmíra Kittnerová, Kornélia Kozmálová

## Životopis
V letech 1913–1921 studoval Milan Vesel na gymnáziu v Banské Bystrici, 1921–1923 na Vojenské akademii v Hranicích, 1943 absolvoval kurz velitelů divizní dopravy v Hannoveru, 1946–1947 kurz velitelů vojskových těles na Vysoké škole vojenské v Praze. Od 1921 voják, od 1923 důstojník československé resp. slovenské armády z povolání. Příslušník a velitel útvarů několika dělostřeleckých pluků ve Zvolenu, v Brezně, aj. V roce 1939 se účastnil tažení proti Polsku. Během První Slovenské republiky zůstal nadále věrný Československu a vstoupil do protifašistického hnutí. Byl spoluorganizátorem ozbrojeného povstání, 29. srpna 1944 s bratrem Mirkem Veselem inicioval obsazení budovy Velitelství pozemního vojska v Banské Bystrici. Spoluautor Proklamace vojenského rev. vedení a Proklamace předsednictva UNV. Během SNP byl příslušníkem 1. čs. armády na Slovensku, v dubnu až červenci 1945 posádkovým velitelem v Banské Bystrici. Po ústupu povstání do hor byl příslušníkem partyzánské skupiny N. V. Volkova, od března 1945 příslušníkem 1. čs. armádního sboru v SSSR, se kterým se zúčastnil osvobozování Slovenska. V totalitním režimu byl politicky pronásledován, odsouzen a vězněn. V roce 1955 byl omilostněn, 1956 právně a občansky rehabilitován.
Získal vysoká vojenská vyznamenání, 25. srpna 1994 mu byla in memoriam udělena hodnost generálmajor. Byl pohřben v Banské Bystrici.

## Ocenění
- V roce 1946 byl vyznamenán Řádem SNP I. třídy, Čs. válečným křížem 1939, 1947 Čs. vojenskou medailí Za zásluhy I. st.

## Památky
- Pamětní tabule na Donovalech (1969)